# Exochomoscirtes rufomaculatus
Exochomoscirtes rufomaculatus – gatunek chrząszcza z rodziny wyślizgowatych i podrodziny Scirtinae.
Gatunek ten opisany został po raz pierwszy w 1916 roku przez Maurice’a Pica. Jako miejsce typowe wskazał on Jawę. W 2010 roku Rafał Ruta i Hiroyuki Yoshitomi dokonali jego redeskrypcji.
Chrząszcz o półkulistym, silnie wypukłym ciele długości 4,7 mm i szerokości 4,1 mm. Porośnięty jest żółtawymi, półwzniesionymi szczecinkami. Głowa jest czarniawobrązowa, delikatnie punktowana, zaopatrzona w duże, wyłupiaste oczy złożone i brązowe, nitkowate czułki, których człony od czwartego do dziewiątego są nieco dłuższe niż człon trzeci. Narządy gębowe są brązowe. Przedplecze jest czarniawobrązowe, lekko wypukłe, delikatnie punktowane. Kąty przednio-boczne ma wystające w przód, zaś tylno-boczne są ostre. Odległości między punktami na głowie, przedpleczu i tarczce są mniej więcej równe ich średnicom. Pokrywy są szeroko owalne, najszersze pośrodku, czarniawobrązowe z parą dużych, owalnych, pomarańczowych plam w przedniej połowie, sięgających ich nasadowych krawędzi. Punktowanie pokryw jest silniejsze niż przedplecza, a odległości między punktami wynoszą od jedno- do dwukrotności ich średnicy. Boczne brzegi pokryw są lekko rozpłaszczone. Odnóża są brązowe. Tylna ich para ma na goleniach dwie ostrogi, z których dłuższa jest prawie prosta i niemal tak długa jak pierwszy człon stopy, a krótsza jest prosta i równa ⅔ długości dłuższej. Odwłok ma rzadko oszczecinione środkowe części dwóch pierwszych z widocznych sternitów (wentrytów) i ścięty brzeg wierzchołkowy piątego z nich. Genitalia samicy cechuje długi i bardzo wąski prehensor oraz słabo widoczny skleryt torebki kopulacyjnej.
Owad orientalny, endemiczny dla Indonezji, znany tylko z wyspy Jawa.